# 青铜蛙
青铜蛙（學名：Rana clamitans）属蛙科，分布在美国和加拿大东部。

## 体型特征
青铜蛙体型为2-4英寸（5-10厘米），雄性有突出的振动膜，喉部为黄色，雌性的喉部为白色，耳膜较小。背外侧脊突出，与无侧脊的美国牛蛙形成对比。青铜蛙颜色区别很大，随生长区域不同呈现出青铜色、棕色和浅绿色。某些稀少物种为蓝色。

## 习性
青铜蛙生活在浅水区域里或附近，如小溪、小河、沼泽、池塘和湖泊，这些地方的植物相对丰富。它们也可以生活在城市的池塘中。这个种类的蛙主要是夜行性，与其他种类的蛙相比，灵敏度不高。成熟的雌性在繁殖季节最容易被捕获。当被捕获时，很少发出警告。

## 食物
青铜蛙捕食任何可以放入它们口中的食物，如：蟋蟀、苍蝇、鱼、小龙虾、虾、蚱蜢、个体小的蛙类、蝌蚪、小蛇、鸟、软体动物、娥以及它们自己褪下的皮。蝌蚪吃水藻和其他水生植物。

## 脚注
1. ↑  Hillis, D. M. 2007. Constraints in naming parts of the Tree of Life. Molecular Phylogenetics and Evolution 42:331-338.
2. ↑  Hillis, D. M., and T. P. Wilcox. 2005. Phylogeny of the New World True Frigs (Rana). Molecular Phylogenetics and Evolution 34:299-314.
3. ↑  . ITIS.   [18 June 2006].